# Tentativa de golpe de Estado na Guiné em 1996
A tentativa de golpe de Estado na Guiné em 1996 foi uma intentona golpista na Guiné por elementos dissidentes das Forças Armadas Guineenses contra o governo de Lansana Conte. Originalmente um motim devido a uma disputa salarial, onde cerca de dois mil soldados exigiam salários mais elevados e melhores benefícios, mas depois transformou-se numa tentativa de golpe militar que quase derrubou o governo. Em 3 de fevereiro, um acordo foi alcançado e a rádio estatal instruiu os soldados a retornarem às suas unidades.
A tentativa de golpe teria começado nas primeiras horas de 2 de Fevereiro na capital do país – Conacri. Durante os confrontos de doze horas contra as forças governamentais, os rebeldes tomaram o controle do centro deserto da capital e bombardearam continuamente o palácio presidencial, fazendo-o pegar fogo. Os confrontos sangrentos resultaram em até quarenta mortes, a maioria civis. As forças rebeldes também capturaram o Presidente Conte,  mas ele foi posteriormente libertado após prometer aumentar os salários dos soldados.
No rescaldo do golpe fracassado, cerca de cem militares foram presos: quarenta foram posteriormente libertados devido a provas insuficientes, enquanto cinquenta e sete ainda permaneciam detidos em Janeiro de 1998. O comandante Gbago Zoumanigul, uma figura central na instigação do golpe, fugiu do país para a Líbia, enquanto outro líder importante - o tenente Lamine Diarra - foi entregue às autoridades governamentais depois de tentar procurar refúgio na embaixada do Mali na capital. Vários altos oficiais do exército implicados ainda permaneciam foragidos, incluindo o coronel Ibrahima Sory Diallo, o coronel Abdouramane Kaba, Sama Panival Bangoura, Mohammad Lamine Traore e Oumah Soumah.